# Laurits Laursen
 Ikke at forveksle med Lauritz Laursen.
Laurits Marius Laursen (1. december 1870 i Voldby ved Hammel – 8. februar 1950) var en dansk teglværksejer, erhvervsleder og landstingsmand for Det Konservative Folkeparti, hvor han var medlem af repræsentantskabet 1920-1937.
Han var direktør for De forenede Teglværker siden 1916 og Dansk Arbejdsgiverforenings leder indenfor teglværksindustrien. Medlem af Landstinget 1918-32.
I januar 1912 afløste han Alexander Foss som formand for Kalk- og Teglværksforeningen af 1893 og var formand indtil 1945. I 1913 indvalgtes han i Dansk Arbejdsgiverforenings hovedbestyrelse og Industriforeningens repræsentantskab. I 1924 indvalgtes han i Industrifagenes Forretningsudvalg. I 1916 blev han medlem af Industrirådet og i 1928 af dettes stående udvalg.
Han var medlem af repræsentantskabet for Arbejdsgivernes Ulykkesforsikring fra 1915, og var medlem af Bestyrelsen for Dansk Brændsels- og Kontrolforening fra 1918-1920, af bestyrelsen for Rederiet Ørkild fra 1919-1924, af forretningsudvalget for Svendborg Amtstidende fra 1919-1928, og var medlem af bestyrelsen for A/S Maskinfabrikken Svendborg fra 1917, fra 1933 som bestyrelsesformand. Han var medlem af repræsentantskabet for Sparekassen for Svendborg og Omegn fra 1910, formand fra 1913, af bestyrelsen for Rederiet Ørkild 1919-24.
I 1931 valgtes han til medlem af Toldrådet og af dettes appeludvalg, i 1931 til medlem af repræsentantskabet for Pensionsforsikringsanstalten og til medlem af delegationen for A/S Teglværkernes Centralkontor i København. Han var medlem af repræsentantskabet for Sydfyenske Jernbaner fra 1935. I 1935 valgtes han til bestyrelsesmedlem af Industriforeningen i København. I 1937 valgtes han til Medlem af Arbejdsgivernes Ulykkesforsikrings hovedbestyrelse og til medlem af Priskontrolrådet. Han var Ridder af Dannebrog og Dannebrogsmand.
Han var stærkt nationalt interesseret og meget virksom indenfor skyttesagen, hvor han var nordisk mesterskabsskytte.
Gift 4. april 1896 med Ottilie, født Christiansen, datter af førstelærer J. Christiansen, Louns, død 1920 og hustru Severine f. Foss, død 1921.